# Andrena kotenkoi
Andrena kotenkoi är en biart som beskrevs av Osytshnjuk 1994. Andrena kotenkoi ingår i släktet sandbin, och familjen grävbin. Inga underarter finns listade i Catalogue of Life.